# 张春祥 (1948年)
张春祥（1948年7月—），河南三门峡人，中华人民共和国外交官。
张春祥在北京大学修習乌尔都语，1974年毕业后，到巴基斯坦参加喀喇昆仑公路的建设，任筑路指挥部联络官。1979年，调入中国驻巴基斯坦使馆，1987年任中国驻卡拉奇总领馆领事，1995年任中国驻巴基斯坦使馆政务参赞。1999年12月－2002年3月任中国驻休斯敦总领事馆总领事。2002年4月，担任中华人民共和国驻巴基斯坦大使。2007年，担任中华人民共和国驻匈牙利大使。